# مریج
مریج (به عربی: المريج) یک شهرداری در الجزایر است که در استان تبسه واقع شده‌است.